# Торшилов, Дмитрий Олегович
Дмитрий Олегович Торшилов — российский филолог, специалист по древнегреческой мифологии, переводчик с древнегреческого и латинского.

## Образование
Выпускник кафедры классической филологии филологического факультета МГУ (1993). Кандидат филологических наук, диссертация «Фабульный метод мифографии» (1997, специальность 10.02.14, научный руководитель А. А. Тахо-Годи).

## Работа
Сектор античной литературы ИМЛИ РАН (1994—1996). Институт Русская антропологическая школа (2003—2007). Кафедра классической филологии Института восточных культур и античности РГГУ (с 1997).

## Основные публикации
Монографии
- Античная мифография: миф и единство действия (с приложением «Аргументов» Аристофана Византийского и «О реках» Лжеплутарха). СПб.: Алетейя, 1999. 426 с; тир. 1500 экз.; серия «Античная библиотека», раздел «Исследования»; ISBN 5-89329-142-5.
- Глобус звездного неба. Поэтическая мастерская Нонна Панополитанского. — СПб, 2003 (в соавторстве с А. В. Захаровой).

Статьи
- А. Белый. Москва (драма, первая ред.) / Публикация // Театр, 1991, № 2.
- Воспоминания двоечников, или Страх перед латинистом (Классическая гимназия глазами художественной литературы) // Лицейское и гимназическое образование, No 3 (4), 1998.
- «Перечень женщин» Гесиода. Соразмерность эпического повествования // Лосевские чтения. Образ мира — структура и целое. М., 1999.
- Родословные и мифы в «Перечне женщин» Гесиода // Греко-латинский кабинет N 3. М., 2000.
- О дактилопиррихическом гекзаметре // Греко-латинский кабинет N 3. М., 2000.
- Ἐξημέρωσις τῆς οἰκουμένης в литературе эвгемеризма // Stromateis. М., 2003.
- О комическом цикле // Греко-латинский кабинет N 3. М., 2002 = Труды РАШ. Вып. 2. М., 2004.
- Древнегреческий язык. Начальный курс. Изд. 4-е. М., ГЛК, 2004. (участие в составлении).
- Зрительное в языке: методы анализа визуального ряда произведений литературы в работах А. Белого 1916—1934 гг. // Труды РАШ. Вып. 3. М., 2005.
- Этимология и аллегория в толковании мифа (у досократиков и ранних стоиков) // София. Вып. 2. Уфа, 2007. С. 233—238.
- Рыбы Кратета // Синий диван. Вып. 10-11. М., 2007.
- Композиция трактата Корнута и соотношение аллегории с этимологией // Труды РАШ. Вып. 5. М., 2008.
- «Глоссолалия» Андрея Белого: черновые варианты и рисунки к тексту // Текстологический временник. Русская литература XX века: вопросы текстологии и источниковедения. — М., 2009. — С. 207—218 (в соавторстве с Е. В. Глуховой).
- Андрей Белый. Безрукая танцовщица / Публикация, предисловие // Литературный календарь. Книги дня. М., 2009. No 5 (2). С. 5-25 (в соавторстве с Е. В. Глуховой)
- Хандриков: о происхождении героя III симфонии Андрея Белого // Новый филологический вестник. № 3 (10). 2009. С. 87-94 (в соавторстве с Е. В. Глуховой).
- Слова гесиодовских Муз («Теогония», 26-28) и амебейная версификация // Вестник РГГУ. № 10 (53)/10. М., 2010. С. 184—197.
- Возможные объяснения аллегорических толкований Гомера Метродором из Лампсака // Аристей. № 1. М., 2010. С. 110—117.
- «Ритмический жест»: стиховедческие штудии Андрея Белого революционных лет // Отечественное стиховедение: 100-летние итоги и перспективы развития / Под ред. С. И. Богданова, Е. В. Хворостьяновой. СПб, 2010. C. 425—434.
- Две аллегорические схемы раннего стоицизма и традиция комментирования «Теогонии» Гесиода // Классика… и не только: Нине Владимировне Брагинской / Под ред. И. С. Смирнова; сост.: Н. П. Гринцер, Е. П. Шумилова (Orientalia et Classica; вып. 33). — М., 2010. — С. 48-57.
- Андрей Белый о принципах правки своих сочинений: «произведение» и «последняя воля автора» // Литературный календарь: книги дня. — 2011, вып. 1. — С. 68-97.
- Текстология берлинской «Глоссолалии» // Миры Андрея Белого. — Белград; Москва, 2012.
- Первая Мировая война и «Кризис сознания» Андрея Белого // Русская публицистика и периодика эпохи Первой мировой войны: политика и поэтика. — М., 2013. — С. 209—223.
- «Письмо, написанное в сердцах» в теории слова Андрея Белого и в стихах О. Мандельштама на его смерть // Живое слово. Логос — голос — движение — жест. М.: НЛО, 2015. С. 128—137.
- Мифологические имена в греческих паремиях // Шаги (Steps). Т. 2. № 2-3. 2016. С. 151—165.
- Социальная и языковая утопия в творчестве Андрея Белого революционных лет // Утопия и эсхатология в культуре русского модернизма / Сост., отв. ред. О. А. Богданова, А. Г. Гачева. М.: Индрик, 2016. С. 518—537 (в соавторстве с Е. В. Глуховой).
- Проза Андрея Белого // Русская литература 1920—1930-х годов. Портреты прозаиков: В 3 т. Т. 1. Кн. 2. М.: ИМЛИ РАН, 2016. С. 768—806 (в соавторстве с Е. В. Глуховой).
- Учение Андрея Белого о паузе на фоне истории русской науки о стихе // Арабески Андрея Белого. Жизненный путь. Духовные искания. Поэтика / Ред.-сост. К. Ичин, М. Спивак. М.; Белград, 2017. С. 646—655.
- Андрей Белый о формализме и поэтике пантомимы в начале 1920-х годов // Эпоха «остранения». Русский формализм и современное гуманитарное знание / Сост. Я. Левченко, И. Пильщиков. М., 2017. С. 261—275.
- Реконструкция книги Андрея Белого «О ритмическом жесте» // Литературный факт. Научный филологический журнал. 2017. № 3. С. 235—253

Переводы и издания
- Гигин. Мифы / Перевод, статья, комментарий. СПб, 1997. Изд. 2-е, исправленное. СПб.: Алетейя, 2000.
- Гесперийские речения / Изд. оригинала, статья, комментарии, словарь. СПб.: Алетейя, 2000 (в соавторстве с Д. Б. Шабельниковым)
- Бруно Снелль. Греческая метрика (перевод). М., 1999
- Дионисий Скитобрахион. Поход Диониса и Афины / Перевод, пред., комм. // Νυμφῶν ἄντρον (Вопросы классической филологии. Выпуск XV). — М., 2011. — C. 556—643.
- Андрей Белый. Очерки 1916 года // Русская литература в историко-культурном контексте Первой мировой войны. Публикации, исследования и материалы. М., 2014. С. 165—242 (в соавторстве с Е. В. Глуховой)
- Андрей Белый. Собрание сочинений. Т. XIV. Ритм как диалектика и «Медный всадник». М., 2014.